# 20539 Gadberry
20539 Gadberry este o planetă minoră (asteroid), cu un diametru de 4,584 km, din centura de asteroizi. A fost descoperită pe 7 septembrie 1999 la Experimental Test Site⁠(d) de Lincoln Near-Earth Asteroid Research. 
Obiectul prezintă o orbită caracterizată de o semiaxă mare de 2,8610073 UAi, o excentricitate de 0,1, o înclinație de 3,34357 ° în raport cu ecliptica.